# Quarto (Walzen)
Quarto (von lat. quartus – ‚der Vierte‘, häufig auch four high genannt) ist eine Bauform von Walzgerüsten mit vier übereinander angeordneten Walzen. Die beiden mittleren sind die Arbeitswalzen, zwischen denen das Walzgut umgeformt wird. Die oberen und unteren Walzen heißen Stützwalzen und werden gewöhnlich mit einem größeren Durchmesser als die Arbeitswalzen ausgelegt. Die Stützwalzen verringern das Durchbiegen der Arbeitswalzen.
Quarto-Walzwerke werden zum Warm- und Kaltwalzen von Flachprodukten verwendet. Mehrere Quarto-Walzgerüste hintereinander, in denen gleichzeitig gewalzt wird, heißen Quarto-Tandem.

## Aufbau und Funktion

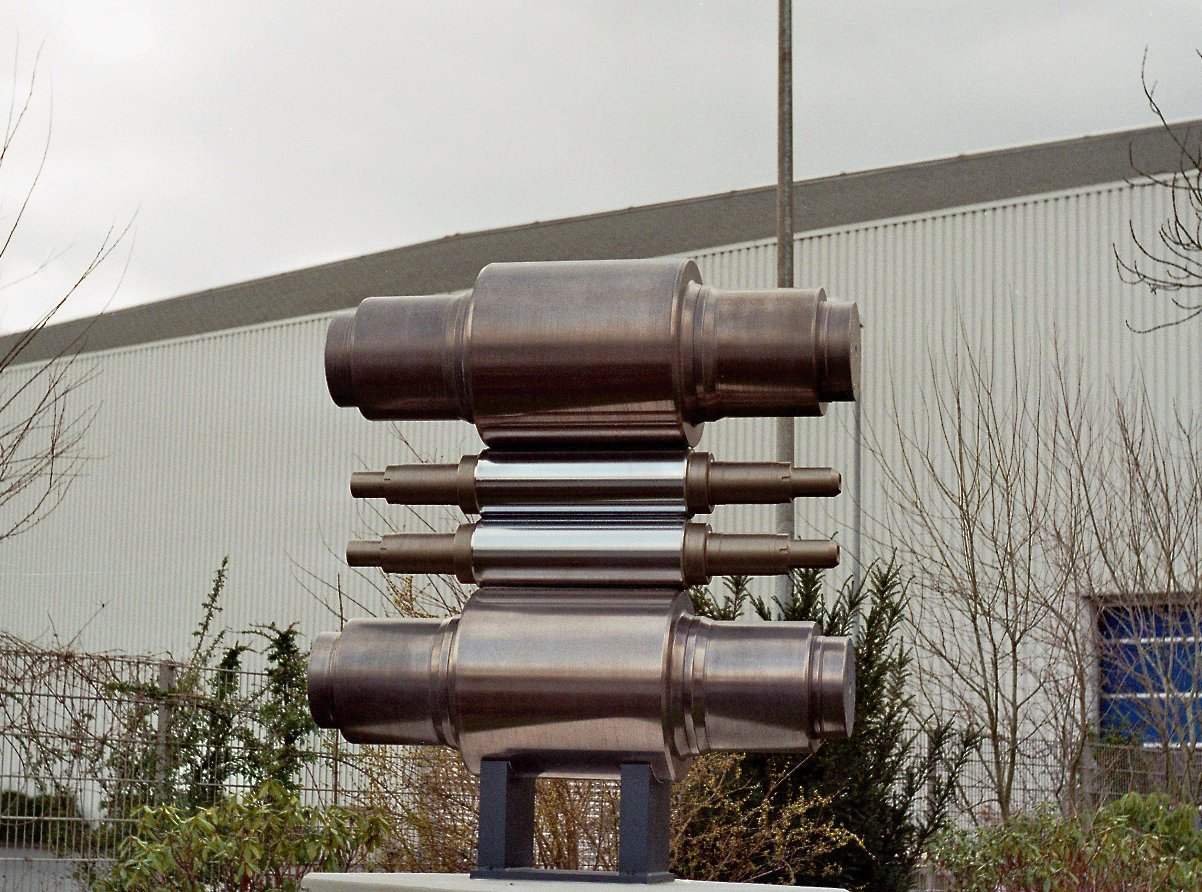
Quarto-Walzensatz bei Bilstein in Hohenlimburg

Der Walzendurchmesser muss auf das Produkt angepasst werden, je dünner die Walzen sind, desto geringere Walzkräfte treten auf. Allerdings greifen dünnere Walzen das Walzgut schlechter und biegen mehr durch. Deshalb werden zum Walzen von dünnen und breiten Flachprodukten immer Walzwerke mit mindestens vier Walzen verwendet. Die Stützwalzen verringern das Durchbiegen der Arbeitswalzen, sodass dünnere Arbeitswalzen verwendet werden können. Weitere Bauformen sind Trio- und Sexto-Walzwerke (drei bzw. sechs Walzen) sowie Walzwerke in Sendzimirkonfiguration mit zwei nebeneinander angeordneten Stützwalzen pro Arbeitswalze, die zusätzlich horizontales Durchbiegen verringern.
Quarto-Walzgerüste bestehen aus:
- zwei Walzenständern, üblicherweise geschlossen, d. h. das Querhaupt ist fest verbunden
- Sohlplatten zwischen den Ständern und dem Fundament
- Stütz- und Arbeitswalzen mit Baustücken
- Walzenantrieb mit einem oder zwei Motoren, Antriebsspindeln und Kammwalze
- Walzen- und teilweise auch Walzgutkühlungen
- Walzen-Ausbalancierung für die oberen Walzen, dass der unbelastete Walzspalt geöffnet bleibt
- Anstellvorrichtung zum Einstellen des Walzspalts
- Ein- und Auslaufführungen zum Ausrichten des Walzguts
- teilweise Einrichtungen zum Einstellen der Walzspaltform: Biegen und axiales Schieben der Arbeitswalzen oder Kreuzen des Walzensatzes.

## Einsatz

### In der Vorstraße
In Vorstraßen von Walzwerken werden Brammen aus der Stranggießanlage, oder auch Vorblöcke aus dem Blockguss, in mehreren Stichen zum Vorband für die anschließende Fertigstraße ausgewalzt. Bis auf das erste Gerüst in einer Vorstraße, das ein Duo sein kann, werden gewöhnlich Quarto-Gerüste verwendet.

### In Grobblechwalzwerken
Grobbleche werden in Breiten von über 5 m hergestellt. Hierzu werden Stranggussbrammen mit einer Dicke bis 600 mm verarbeitet. Die verwendeten Brammen werden auf ca. 1.250 °C erwärmt. Dies geschieht meistens in Stoß- oder Hubbalkenöfen. Die Brammen werden reversierend in mehreren Stichen (Walzdurchgängen) auf die Solldicke ausgewalzt. Die Walzkräfte können dabei mehr als 100 MN (ca. 10.000 Tonnen) erreichen.
Beim Grobblechwalzen wird die Bramme zunächst quer angestochen, um von der Brammenbreite auf die Blechbreite zu kommen.
Mikrolegierte Stahlsorten werden thermomechanisch gewalzt, um hohe Festigkeit und gute Zähigkeit zu erreichen. Vor den letzten Stichen wird der Walzprozess durch eine gezielte Thermopause unterbrochen, um anschließend unterhalb der notwendigen Temperatur für dynamische Rekristallisation fertigzuwalzen, die durch die Legierungselemente (Nb, V oder B) herabgesetzt ist. Nach Umwandlung des verfestigten Austenits während der Abkühlung in einer Quette und anschließendem Ausscheiden von Legierungselementen entsteht ein festes und zähes feinkörniges Gefüge mit zusätzlicher Ausscheidungsverfestigung. Die Dauer der Thermopause wird im Walzwerk so optimiert, dass weitere Bleche in der Zwischenzeit gewalzt werden können. Durch diese Schachtelung ist es möglich, bis zu sechs Bleche gleichzeitig zu verarbeiten.

### In Fertigstraßen
In Fertigstraßen für Warmwalzwerke werden nahezu ausschließlich Quarto-Walzgerüste eingesetzt. Im Warmwalzbereich wird so aus dem Vorband, welches von der Vorstraße kommt, ein Warmband bzw. Warmbreitband von bis zu 0,8 mm Dicke.
Für das Kaltwalzen von Bändern werden ebenfalls häufig Quarto-Walzwerke eingesetzt. Neu gebaute Walzwerke werden aber häufig in Sexto-Konfiguration errichtet.